# Любошиці (Нижньосілезьке воєводство)
Любошиці (пол. Luboszyce) — село в Польщі, у гміні Ємельно Ґуровського повіту Нижньосілезького воєводства.
Населення — 287 осіб (2011).
У 1975-1998 роках село належало до Лешненського воєводства.

## Демографія
Демографічна структура станом на 31 березня 2011 року:
|          | Загалом | Допрацездатний вік | Працездатний вік | Постпрацездатний вік |
| -------- | ------- | ------------------ | ---------------- | -------------------- |
| Чоловіки | 150     | 35                 | 106              | 9                    |
| Жінки    | 137     | 26                 | 76               | 35                   |
| Разом    | 287     | 61                 | 182              | 44                   |